# Un demà arriscat
Un demà arriscat (títol original en anglès: Odds Against Tomorrow) és una pel·lícula dels Estats Units dirigida per Robert Wise, estrenada el 1959. Ha estat doblada al català.

## Argument[2]
Dave Burke, vell policia acomiadat injustament, decideix preparar un atracament el pla del qual sembla fàcilment realitzable. Per això, necessita Earle Slater, un antic soldat que no aconsegueix trobar el seu lloc en la societat, i Johnny Ingram, un cantant negre crivellat de deutes. Però Slater és un racista i Ingram és reticent a la idea d'enfonsar-se en la criminalitat...

## Repartiment
- Harry Belafonte: Johnny Ingram
- Robert Ryan: Earle Slater
- Shelley Winters: Lorry
- Ed Begley: Dave Burke
- Gloria Grahame: Helen
- Will Kuluva: Bacco
- Kim Hamilton: Ruth Ingram
- Mae Barnes: Annie
- Richard Bright: Coco
- Carmen De Lavallade: Kittie
- Lew Gallo: Moriarty
- Lois Thorne: Edie Ingram
- Wayne Rogers: Soldat al bar
- Zohra Lampert: Noia al Bar
- Allen Nourse: Cap de policia Melton
- Cicely Tyson Bartender del Club de Jazz (no surt als crèdits)

## Al voltant de la pel·lícula
- En la història original, el racista i el negre s'acabaven ajudant, però allò s'assemblava massa al desenllaç de Fugitius de Stanley Kramer estrenada poc temps abans. El racisme és doncs mostrat aquí sota el seu costat més destructor.